# 武装警察第117師団
武装警察第117師団（武警第117师）は、中国人民武装警察部隊の師団の1つ。

## 歴史
- 1945年3月 - 新四軍第3師の淮海分区第2、3支隊から独立旅を編成
- 1945年11月 - 東北人民自治軍第3師独立旅に改称
- 1946年1月 - 東北民主連軍第3師独立旅に改称
- 1946年9月 - 東北民主連軍第2縦隊第6師団に改編
- 1948年1月 - 東北野戦軍第2縦隊第6師団に改称
- 1948年11月 - 第39軍第117師に改称
- 1996年10月 - 武警第117師に改編

## 編制
- 第349連隊（8611部隊） - 遼寧省凌海
- 第350連隊（8612部隊） - 遼寧省北寧
- 第351連隊（8613部隊） - 遼寧省石山
- 第700連隊（8614部隊） - 遼寧省錦州